# Bibliographie de John Keats
La bibliographie de John Keats est une liste regroupant tous les écrits de cet auteur.[tautologie]

## Écrits
| - A Draught of Sunshine - Addressed to Haydon (1816) - Addressed to the Same (1816) - After dark vapours have oppressed our plains (1817) - As from the darkening gloom a silver dove (1814) - Asleep! O sleep a little while, white pearl! - A Song About Myself - Bards of Passion and of Mirth - Before he went to live with owls and bats (1817?) - Bright star, would I were steadfast as thou art (1819) - Calidore: A Fragment (1816) - The Day Is Gone, And All Its Sweets Are Gone - Dedication. To Leigh Hunt, Esq. - A Dream, After Reading Dante's Episode Of Paolo And Francesca - A Draught of Sunshine - Endymion (1817) - Epistle to John Hamilton Reynolds - Epistle to My Brother George - First Love - The Eve of Saint Mark - The Eve of St. Agnes (1819) - The Fall of Hyperion: A Dream (en) (1819) - Fancy (poem) - Fill for me a brimming bowl (1814) - Fragment of an Ode to Maia - Give me women, wine, and snuff (1815 or 1816) - God of the golden bow (1816 or 1817) - The Gothic looks solemn (1817) - Had I a man's fair form, then might my sighs (1815 or 1816) - Hadst thou liv’d in days of old (1816) - Happy is England! I could be content (1816) - Hither, hither, love (1817 or 1818) - How many bards gild the lapses of time (1816) - The Human Seasons - Hymn To Apollo - Hyperion (1818) - I am as brisk (1816) - I had a dove - I stood tip-toe upon a little hill (1816) - If By Dull Rhymes Our English Must Be Chain'd - Imitation of Spenser (1814) - In Drear-Nighted December - Isabella, or the Pot of Basil (1818) - Keen, fitful gusts are whisp’ring here and there (1816) - La Belle Dame sans Merci (1819) - Lamia and Other Poems (en) (1819) - Lines Written on 29 May, the Anniversary of Charles’s Restoration, on Hearing the Bells Ringing (1814 or 1815) - Lines on Seeing a Lock of Milton's Hair - Lines on The Mermaid Tavern - Meg Merrilies (en) - Modern Love (Keats) - O Blush Not So! - O come, dearest Emma! the rose is full blown (1815) - O grant that like to Peter I (1817?) - O Solitude! if I must with thee dwell (1815 or 1816) - Ode (Keats) - Ode sur une urne grecque (1819) - Ode sur l'indolence (1819) - Ode sur la mélancolie (1819) - Ode à un rossignol (1819) - Ode to Apollo (1815) - Ode to Fanny - Ode à Psyché (1819) - Oh Chatterton! how very sad thy fate (1815) - Oh! how I love, on a fair summer's eve (1816) - Old Meg (1818) - On a Leander Which Miss Reynolds, My Kind Friend, Gave Me (1817) - On Death | - On Fame - On First Looking into Chapman's Homer (1816) - On Leaving Some Friends at an Early Hour (1816) - On Peace (1814) - On Receiving a Curious Shell, and a Copy of Verses, from the Same Ladies (1815) - On Receiving a Laurel Crown from Leigh Hunt (1816 or 1817) - On Seeing the Elgin Marbles (1817) - On Sitting Down to Read King Lear Once Again - On the Grasshopper and Cricket (1816) - On the Sea (1817) - On The Story of Rimini (1817) - On The Sonnet - The Poet (a fragment) - A Prophecy - To George Keats in America - Robin Hood. To A Friend - Sharing Eve's Apple - Sleep and Poetry (1816) - A Song of Opposites - Specimen of an Induction to a Poem (1816) - Staffa - Stay, ruby breasted warbler, stay (1814) - Stanzas (en) - Think not of it, sweet one, so (1817) - This Living Hand - This pleasant tale is like a little copse (1817) - To — - To a Cat - To a Friend Who Sent Me Some Roses (1816) - To a Lady seen for a few Moments at Vauxhall - To A Young Lady Who Sent Me A Laurel Crown (1816 or 1817) - To Ailsa Rock - Ode à l'automne (1819) - To Lord Byron (1814) - To Charles Cowden Clarke (1816) - To Fanny - To G.A.W. (Georgiana Augusta Wylie) (1816) - To George Felton Mathew (1815) - To Georgiana Augusta Wylie - To Haydon - To Haydon with a Sonnet Written on Seeing the Elgin Marbles (1817) - To Homer - To Hope (1815) - To John Hamilton Reynolds - To Kosciusko (en) (1816) - To Leigh Hunt, Esq. (1817) - To My Brother George (epistle) (1816) - To My Brother George (sonnet) (1816) - To My Brothers (1816) - To one who has been long in city pent (1816) - To Sleep (en) - To Solitude - To Some Ladies (1815) - To the Ladies Who Saw Me Crown’d (1816 or 1817) - To the Nile - Two Sonnets on Fame - Unfelt, unheard, unseen (1817) - When I have fears that I may cease to be (en) (1818) - Where Be Ye Going, You Devon Maid? - Where's the Poet? - Why did I laugh tonight? - Woman! when I behold thee flippant, vain (1815 or 1816) - Written in Disgust of Vulgar Superstition (1816) - Written on a Blank Space - Written on a Summer Evening - Written on the Day that Mr Leigh Hunt Left Prison (1815) - Written Upon the Top of Ben Nevis - You say you love; but with a voice (en) (1817 or 1818) |

- (en) Cet article est partiellement ou en totalité issu de l’article de Wikipédia en anglais intitulé « John Keats bibliography » (voir la liste des auteurs).